# Giulio Germanico
«Джуліо Джерманіко» (італ. Giulio Germanico) — італійський легкий крейсер типу «Капітані Романі» часів Другої світової війни. Свою назву отримав на честь римського консула та полководця Германіка.
У 1950-ті роки добудований як есмінець під назвою «Сан Марко» (італ. San Marco (D 563)).

## Історія

### Друга світова війна
Крейсер «Джуліо Джерманіко» був закладений 3 квітня 1939 року на верфі «Navalmeccanica» в Кастелламмаре-ді-Стабія. Спущений на воду 26 липня 1941 року. Станом на 8 вересня 1943 року крейсер перебував у 95 % готовності, на ньому вже був екіпаж.
В день укладення перемир'я із союзниками командир корабля був відсутній, його обов'язки виконував старший помічник капітан 3-го рангу Доменіко Баффіго. Коли німецькі війська атакували територію верфі, італійці відкрили вогонь з гармат крейсера. Їм вдалось протриматись 3 дні, але німці підтягнули підкріплення та придушили опір. Доменіко Баффіго був узятий в полон, переправлений в Неаполь і 11 вересня розстріляний.
З невідомих причин італійці не потопили крейсер. Це зробили 28 вересня відступаючі німецькі війська.

### Післявоєнна служба
Після війни корабель був піднятий. 27 лютого 1947 року декретом Тимчасового уряду корабель був виключений зі складу флоту та переобладнаний на блокшив «FV 2».
1 березня 1953 року було прийняте рішення добудувати корабель за проектом, аналогічним до «Сан Джорджо». Роботи розпочались 1 січня 1954 року, і 1 січня 1956 року корабель, який отримав назву «Сан Марко» (італ. San Marco (D 563)), увійшов до складу флоту.
Корабель прослужив до 1 червня 1970 року, після чого був виключений зі складу флоту і 1 лютого 1972 року проданий на злам.